# Barylypa longicornis
Barylypa longicornis là một loài tò vò trong họ Ichneumonidae.